# Bilal Ould-Chikh
Bilal Ould-Chikh (Roosendaal, 28 luglio 1997) è un calciatore olandese di origini marocchine, attaccante del Volendam.

## Caratteristiche tecniche
È un'ala destra.

## Carriera

### Club

#### Giovanili
Inizia la sua carriera professionistica nel 2011, tra le file del Willem II, prima di essere notato nel 2012, dagli osservatori del Twente, riesce a guadagnarsi rapidamente un posto nella squadra titolare giovanile facendosi notare anche dall'allora allenatore della squadra, Jakobus detto Co Adriaanse, che lo fece esordire in prima squadra il 3 maggio 2014 contro il Pec Zwolle, sostituendo Younes Moukhtar al 69' minuto di gioco, la partita concluderà 2-2. Conclude la stagione con 16 presenza e 1 rete siglata in campionato contro l'Heracles Almelo.

#### Benfica
Il 30 luglio 2015, due giorni dopo aver compiuto i 18 anni d'età, suscita l'interesse dei campioni in carica di Portogallo, il Benfica, che acquisisce il cartellino del giocatore con un prestito annuale con diritto di riscatto fissato a 1.25 mln€, firmando un contratto quinquennale, non trovando spazio nella suo nuova squadra viene regalato ai margini della rosa, che lo retrocede nella primavera ovvero il Benfica B, squadra militante nella segunda liga portoghese. Fa il suo esordio con le aquile "B" il 20 settembre 2015 in segunda liga subentrando a Joao Carvalho al 62' minuto di gioco la partita terminà 1-0 per le aquile ai danni del Gil Vicente.

### Nazionale
Ha giocato nelle nazionali giovanili olandesi Under-15, Under-17 ed Under-19.

## Palmarès

### Club

#### Competizioni nazionali
- TFF 1. Lig: 1

Denizlispor: 2018-2019
- Eerste Divisie: 1

Volendam: 2024-2025